# Gyllene porten, Vladimir

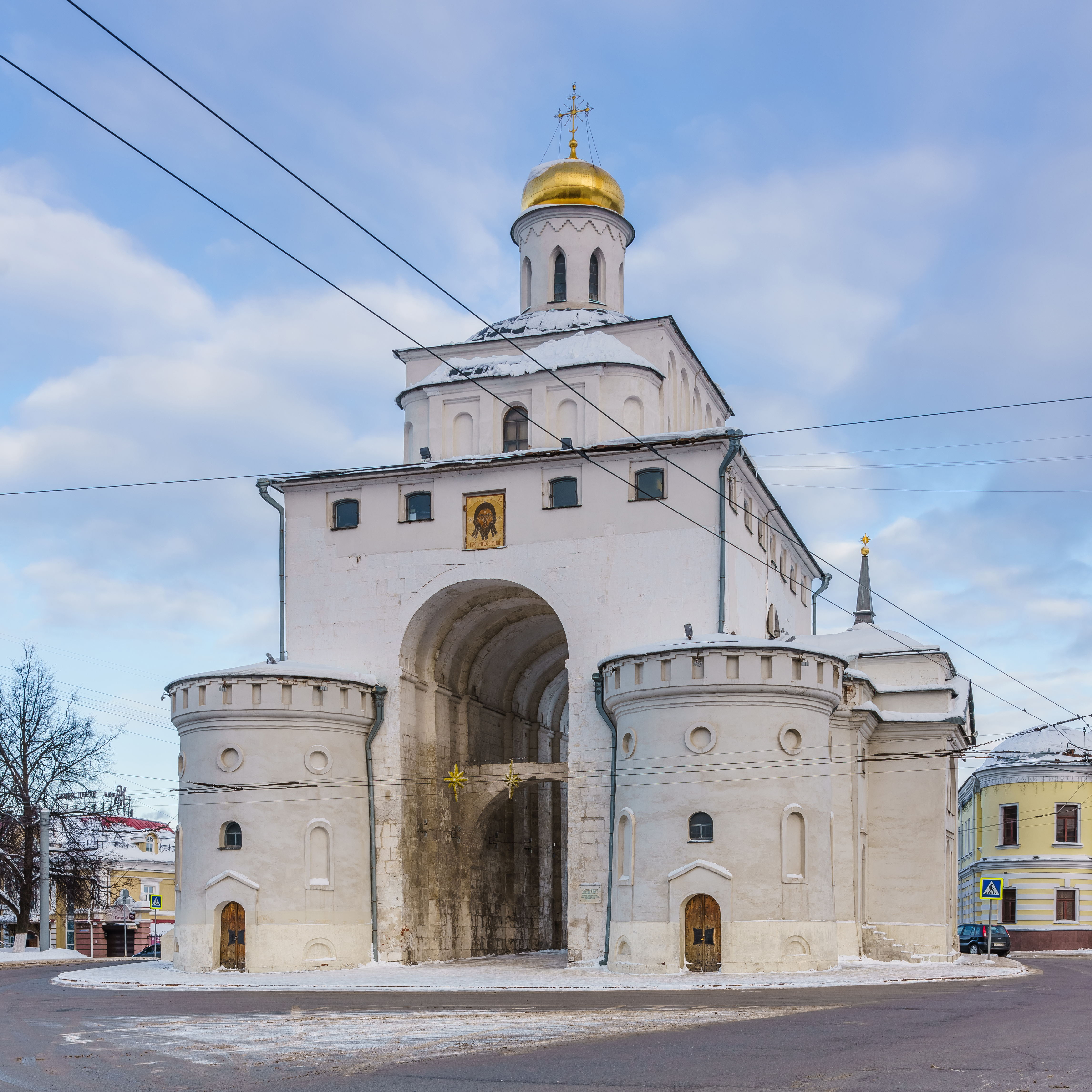
Gyllene Porten i Vladimir, byggd 1164 och återskapad 1795.

Gyllene Porten (ryska: Золотые ворота, Zolotye vorota) i Vladmir, Ryssland, byggdes åren 1158-1164 och är det enda (dock bara delvis) bevarade exemplet på en gammalrysk stadsport. 
De gyllene portarna fanns i de heligaste östortodoxa städerna - Jerusalem, Konstantinopel och Kiev. Då Andrej Bogoljubskij gjorde Vladimir till sin huvudstad strävade han efter att efterlikna dessa byggnadsverk, och han beordrade byggandet av ett högt torn i kalksten över stadens huvudport. Huvudvalvet över porten var 15 meter högt. Längst upp anlades en liten kyrkbyggnad.
Porten överlevde den mongoliska förstörelsen av Vladimir år 1237. Porten förföll dock så mycket att Katarina den stora vid ett besök under senare delen av 1700-talet inte vågade gå under valvet. 1779 beordrade hon detaljerade mätningar och ritningar av porten. 1795 revs valven och kyrkan efter många diskussioner. Två flankerande runda torn byggdes för att förstärka strukturen och sedan rekonstruerades porten efter de ritningar som gjordes 1779.